# Musée d'Histoire et d'Archéologie des Baux-de-Provence
Le musée d'Histoire et d'Archéologie des Baux-de-Provence est un musée situé dans la commune des Baux-de-Provence, dans le département des Bouches-du-Rhône.

## Description
Il a l’appellation musée de France, au sens de la loi n°2002-5 du 4 janvier 2002.
Il expose notamment des œuvres issues de la préhistoire et organise des expositions temporaires historiques.